# NGC 7834
NGC 7834 este o galaxie spirală situată în constelația Peștii. A fost descoperită în 29 noiembrie 1864 de către Albert Marth.